# Simfonia núm. 30 (Mozart)
La Simfonia núm. 30 en re major, K. 202 (K. 186b) és una composició de Wolfgang Amadeus Mozart completada a Salzburg el 5 de maig de 1774.

## Estructura
La simfonia està instrumentada per a dos oboès, dues trompes, dues trompetes, timbales i corda; la part de les timbales s'ha perdut. Hi ha hagut almenys un intent per reconstruir la part dels timbales.
L'obra consta de quatre moviments:
1. Molto allegro, compàs de 3/4.
2. Andantino con moto (en la major), compàs de 2/4.
3. Menuetto & Trio (aquest últim en sol major), compàs de 3/4.
4. Presto, 2/4.

El primer moviment està en forma sonata i s'inicia amb un motiu puntejat de les trompetes. Una secció transitòria que conté un diàleg entre violins i contrabaixos que s'alternen, amb una dinàmica contrastada de forts i fluixos i acabant amb un trinat. El segon tema conté dues seccions: la primera és un landler compost per a dos violins, mentre que el segon és un Minuetto per a tutti orquestral amb trinats en gairebé cada pulsació. La coda exposicional torna a l'estil del landler. Seguint la recapitulació, la coda torna al Minuetto que condueix a la cadència final. El finale comença amb un motiu descendent i puntejat similar al que inicia el primer moviment. La frase de resposta i el segon tema del moviment presenta un caràcter de contradansa.